# Pseudobryophila preciosa
Pseudobryophila preciosa là một loài bướm đêm trong họ Noctuidae.